# Thorvald Bindesbøll

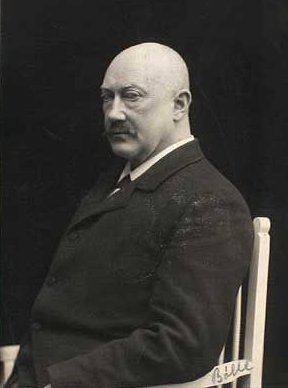
Thorvald Bindesbøll.

Thorvald Bindesbøll (21 de julio de 1846 en Copenhague – 27 de agosto de 1908 en Frederiksberg) fue uno de los arquitectos más importantes del siglo XX en Dinamarca aunque en realidad su fama vendría más por sus trabajos en diseño, artesanía y muebles que  por el diseño de edificios en sí.
Exponente del modernismo e influenciado por el Arts & Crafts de William Morris y el arte japonés realizó trabajos en muebles y lámparas, bordados, artesanías de libros, cubiertos, broches de plata y otros metales aunque destacó sobre todo  por sus trabajos en cerámica. 
También es conocido por ser el diseñador en 1904 de la etiqueta de Carlsberg la cual ha permanecido prácticamente invariable hasta nuestros días.

## Galería

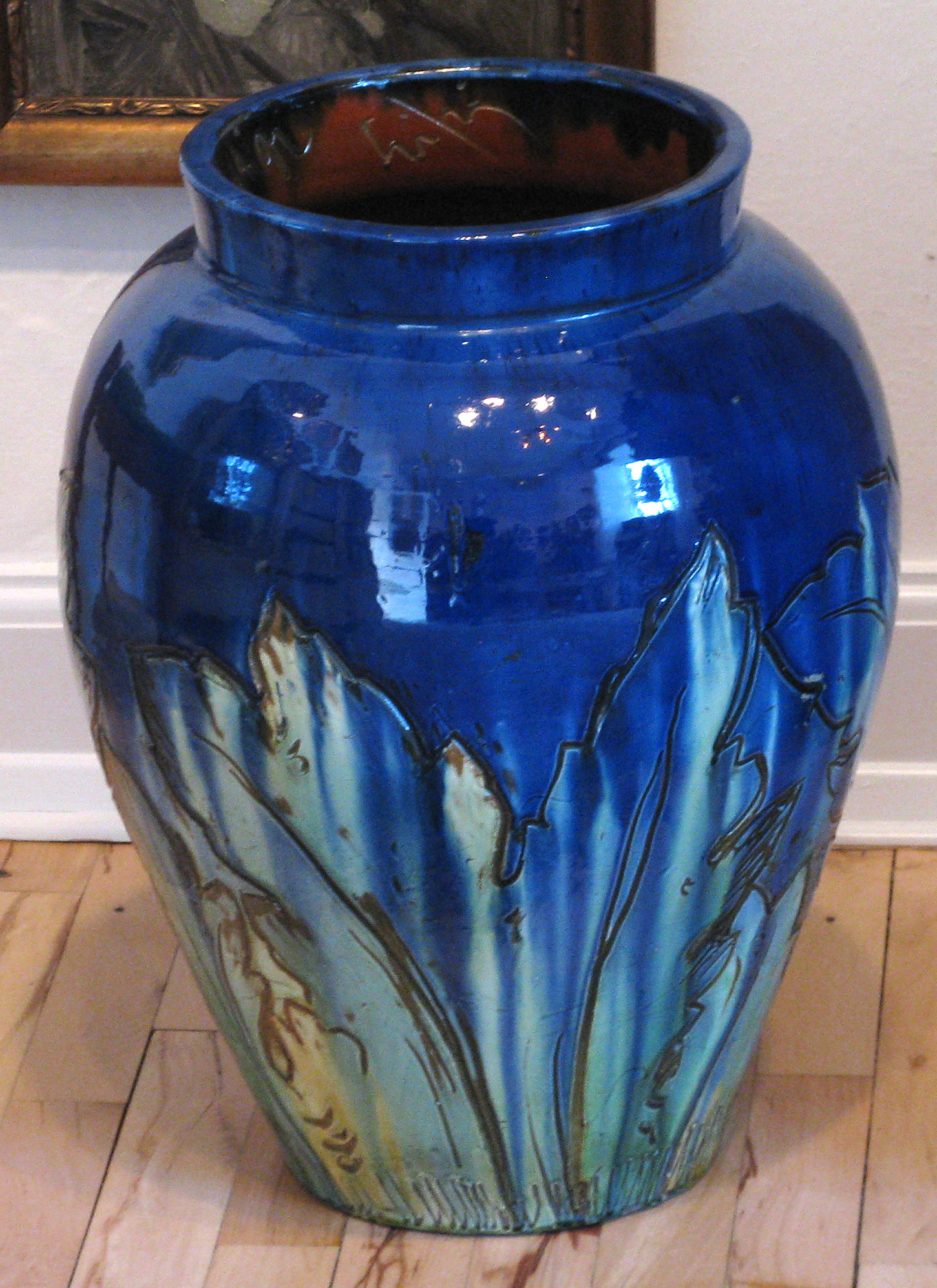
Jarrón de cerámica
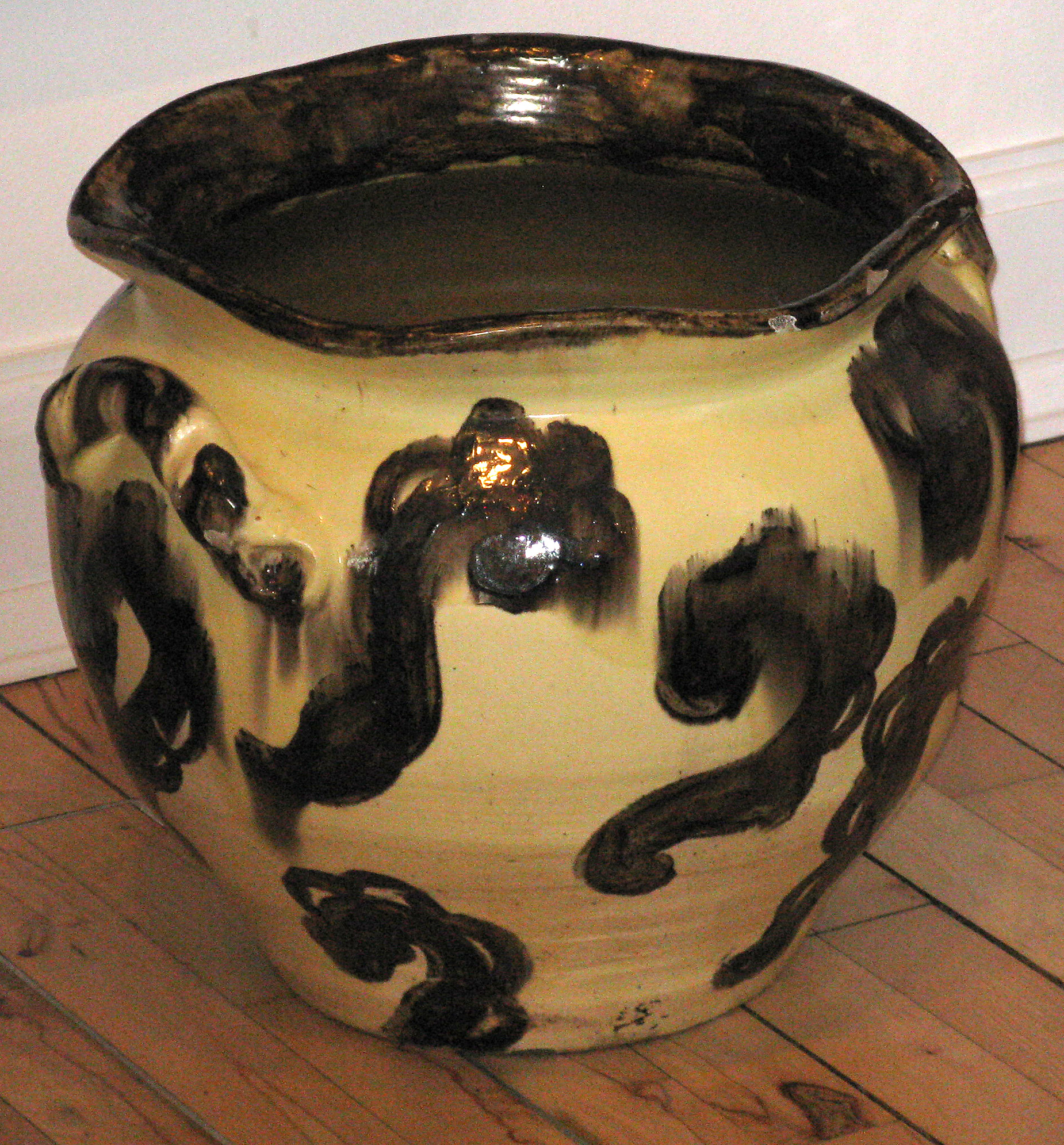
Jarrón de cerámica
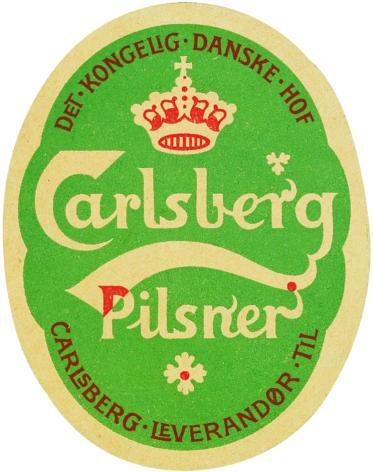
Etiqueta de Carlsberg original de 1904